# Championnats du monde juniors de patinage artistique 1990
Navigation
Édition précédente Édition suivante
Les Championnats du monde juniors de patinage artistique 1990 ont lieu du 28 novembre au 3 décembre 1989 à la patinoire de Broadmoor de Colorado Springs aux États-Unis. 
Ce sont les derniers championnats du monde juniors où les patineurs des catégories individuelles masculine et féminine présentent les figures imposées. 

## Qualifications
Les patineurs sont éligibles à l'épreuve s'ils représentent une nation membre de l'Union internationale de patinage (International Skating Union en anglais) et s'ils ont moins de 19 ans avant le 1er juillet 1989, sauf pour les messieurs qui participent au patinage en couple et à la danse sur glace où l'âge maximum est de 21 ans. Les fédérations nationales sélectionnent leurs patineurs en fonction de leurs propres critères.
Sur la base des résultats des championnats du monde juniors 1989, l'Union internationale de patinage autorise chaque pays à avoir de une à trois inscriptions par discipline. 
| Nombre d'inscriptions                                             | Messieurs                         | Dames                                                           | Couples                                        | Danse sur glace                |
| ----------------------------------------------------------------- | --------------------------------- | --------------------------------------------------------------- | ---------------------------------------------- | ------------------------------ |
| 3                                                                 | Japon Union soviétique États-Unis | France Japon États-Unis                                         | Allemagne de l'Est Union soviétique États-Unis | Canada France Union soviétique |
| 2                                                                 | Allemagne de l'Est Canada France  | Allemagne de l'Est Allemagne de l'Ouest Canada Union soviétique | Allemagne de l'Est Canada Pologne Royaume-Uni  | Italie Royaume-Uni États-Unis  |
| Si non répertorié ci-dessus, une seule inscription est autorisée. |                                   |                                                                 |                                                |                                |

## Podiums
| Épreuves                            | Or                                        | Argent                                  | Bronze                              |
| ----------------------------------- | ----------------------------------------- | --------------------------------------- | ----------------------------------- |
| Messieurs résultats détaillés       | Igor Pashkevich                           | Aleksey Urmanov                         | John Baldwin                        |
| Dames résultats détaillés           | Yuka Sato                                 | Surya Bonaly                            | Tanja Krienke                       |
| Couples résultats détaillés         | Natalia Krestianinova / Alexei Torchinski | Svetlana Pristav / Viacheslav Tkachenko | Jennifer Heurlin / John Frederiksen |
| Danse sur glace résultats détaillés | Marina Anissina / Ilia Averboukh          | Elena Kustarova / Sergei Romashkin      | Marie-France Dubreuil / Bruno Yvars |

## Tableau des médailles
| Rang  | Nation             | Or | Argent | Bronze | Total |
| ----- | ------------------ | -- | ------ | ------ | ----- |
| 1     | Union soviétique   | 3  | 3      | 0      | 6     |
| 2     | Japon              | 1  | 0      | 0      | 1     |
| 3     | France             | 0  | 1      | 0      | 1     |
| 4     | États-Unis         | 0  | 0      | 2      | 2     |
| 5     | Allemagne de l'Est | 0  | 0      | 1      | 1     |
| 5     | Canada             | 0  | 0      | 1      | 1     |
| Total | Total              | 4  | 4      | 4      | 12    |

## Détails des compétitions
Pour la saison 1989/1990, les calculs des points se font selon la méthode suivante :
- chez les Messieurs et les Dames (0.4 point par place pour les figures imposées, 0.6 point par place pour le programme court, 1 point par place pour le programme libre)
- chez les couples artistiques (0.5 point par place pour le programme court, 1 point par place pour le programme libre)
- en danse sur glace (0.4 point par place pour les deux danses imposées, 0.6 point par place pour la danse originale, 1 point par place pour la danse libre)

### Messieurs
| Rang                                        | Nom                    | Nation               | Points | Fig. impo. | Prog. court | Prog. libre |
| ------------------------------------------- | ---------------------- | -------------------- | ------ | ---------- | ----------- | ----------- |
| 1                                           | Igor Pashkevich        | Union soviétique     | 3.8    |            |             | 1           |
| 2                                           | Aleksey Urmanov        | Union soviétique     | 6.4    |            |             |             |
| 3                                           | John Baldwin           | États-Unis           | 9.2    |            |             |             |
| 4                                           | Philippe Candeloro     | France               | 9.8    | 12         | 5           | 2           |
| 5                                           | Scott Davis            | États-Unis           | 10.0   |            |             |             |
| 6                                           | Mirko Eichhorn         | Allemagne de l'Est   |        |            |             |             |
| 7                                           | Nicolas Pétorin        | France               |        | 10         |             |             |
| 8                                           | Elvis Stojko           | Canada               |        |            |             |             |
| 9                                           | Steven Cousins         | Royaume-Uni          |        |            |             |             |
| 10                                          | Tomoaki Koyama         | Japon                |        |            |             |             |
| 11                                          | Gilberto Viadana       | Italie               |        |            |             |             |
| 12                                          | Patrick-Rene Reinhardt | Allemagne de l'Ouest |        |            |             |             |
| 13                                          | Michael Tyllesen       | Danemark             |        |            |             |             |
| 14                                          | Stacy Paul Healy       | Canada               |        |            |             |             |
| 15                                          | Fumihiro Oikawa        | Japon                |        |            |             |             |
| 16                                          | Maarten Van Mechelen   | Luxembourg           |        |            |             |             |
| 17                                          | George Galanis         | Australie            |        |            |             |             |
| 18                                          | Luc Cattoir            | Belgique             |        |            |             |             |
| 19                                          | Kim Se-yol             | Corée du Sud         |        |            |             |             |
| 20                                          | Joško Cerovac          | Yougoslavie          |        |            |             |             |
| Patineurs éliminés après le programme court |                        |                      |        |            |             |             |
| 21                                          | Zoltán Bukvai          | Hongrie              |        |            |             | NC          |
| 22                                          | Lyubomir Kolev         | Bulgarie             |        |            |             | NC          |
| 23                                          | Jordi Lafarga          | Espagne              |        |            |             | NC          |

### Dames
| Rang                                          | Nom                   | Nation               | Points | Fig. impo. | Prog. court | Prog. libre |
| --------------------------------------------- | --------------------- | -------------------- | ------ | ---------- | ----------- | ----------- |
| 1                                             | Yuka Sato             | Japon                | 6.0    | 1          | 1           | 5           |
| 2                                             | Surya Bonaly          | France               | 7.0    | 12         | 2           | 1           |
| 3                                             | Tanja Krienke         | Allemagne de l'Est   | 7.8    | 7          | 5           | 2           |
| 4                                             | Jessica Mills         | États-Unis           | 8.6    | 2          | 3           | 6           |
| 5                                             | Kyoko Ina             | États-Unis           | 11.0   |            |             |             |
| 6                                             | Laëtitia Hubert       | France               |        |            |             |             |
| 7                                             | Tisha Walker          | États-Unis           |        | 11         | 4           |             |
| 8                                             | Mari Kobayashi        | Japon                | 16.6   | 5          | 11          | 8           |
| 9                                             | Susanne Mildenberger  | Allemagne de l'Ouest |        | 3          |             |             |
| 10                                            | Alma Lepina           | Union soviétique     |        |            |             |             |
| 11                                            | Claudia Unger         | Allemagne de l'Ouest |        |            |             |             |
| 12                                            | Jacquie Taylor        | Canada               |        |            |             |             |
| 13                                            | Sandra Garde          | France               |        |            |             |             |
| 14                                            | Olga Markova          | Union soviétique     |        |            |             |             |
| 15                                            | Stacey Ball           | Canada               |        |            |             |             |
| 16                                            | Lara Castelnuovo      | Italie               |        |            |             |             |
| 17                                            | Laurence Janner       | Suisse               |        |            |             |             |
| 18                                            | Lee Eun-hee           | Corée du Sud         |        |            |             |             |
| 19                                            | Marion Krijgsman      | Pays-Bas             |        |            |             |             |
| 20                                            | Kaisa Kella           | Finlande             |        |            |             |             |
| Patineuses éliminées après le programme court |                       |                      |        |            |             |             |
| 21                                            | Spela Perc            | Yougoslavie          |        |            |             | NC          |
| 22                                            | Tamara Heggen         | Australie            |        |            |             | NC          |
| 23                                            | Laia Papell           | Espagne              |        |            |             | NC          |
| 24                                            | Suzanne Otterson      | Allemagne de l'Est   |        |            |             | NC          |
| 25                                            | Viktoria Dimitrova    | Bulgarie             |        |            |             | NC          |
| 26                                            | Isabelle Balhan       | Belgique             |        |            |             | NC          |
| 27                                            | Anita Markóczy        | Hongrie              |        |            |             | NC          |
| 28                                            | Melanie Friedreich    | Autriche             |        |            |             | NC          |
| 29                                            | Vasya Houpis          | Grèce                |        |            |             | NC          |
| 30                                            | Siriyaporn Jarasviroj | Thaïlande            |        |            |             | NC          |

### Couples
| Rang | Nom                                       | Nation           | Points | Prog. court | Prog. libre |
| ---- | ----------------------------------------- | ---------------- | ------ | ----------- | ----------- |
| 1    | Natalia Krestianinova / Alexei Torchinski | Union soviétique | 2.0    | 2           | 1           |
| 2    | Svetlana Pristav / Viacheslav Tkachenko   | Union soviétique | 2.5    | 1           | 2           |
| 3    | Jennifer Heurlin / John Frederiksen       | États-Unis       | 5.0    | 4           | 3           |
| 4    | Inna Svetacheva / Vladimir Shagov         | Union soviétique |        |             |             |
| 5    | Sherry Ball / Sean Rice                   | Canada           |        |             |             |
| 6    | Aimee Offner / Brian Helgenberg           | États-Unis       |        |             |             |
| 7    | Rena Inoue / Tomoaki Koyama               | Japon            |        |             |             |
| 8    | Catherine Barker / Michael Aldred         | Royaume-Uni      |        |             |             |
| 9    | Leslie Monod / Cédric Monod               | Suisse           |        |             |             |
| 10   | Tracey Roberts / Stephen Roberts          | Australie        |        |             |             |

### Danse sur glace
| Rang | Nom                                             | Nation           | Points | Danses imposées | Danse originale | Danse libre |
| ---- | ----------------------------------------------- | ---------------- | ------ | --------------- | --------------- | ----------- |
| 1    | Marina Anissina / Ilia Averboukh                | Union soviétique | 2.0    | 1               | 1               | 1           |
| 2    | Elena Kustarova / Sergei Romashkin              | Union soviétique | 5.0    | 3               | 3               | 2           |
| 3    | Marie-France Dubreuil / Bruno Yvars             | Canada           | 5.8    | 4               | 2               | 3           |
| 4    | Marina Morel / Gwendal Peizerat                 | France           | 7.2    | 2               | 4               | 4           |
| 5    | Martine Patenaude / Eric Massé                  | Canada           | 10.4   | 6               | 5               | 5           |
| 6    | Virginie Vuillemin / Remi Jacquemard            | France           |        |                 |                 |             |
| 7    | Beth Buhl / Neale Smull                         | États-Unis       |        |                 |                 |             |
| 8    | Stephanie Egea / Alexandre Piton                | France           |        |                 |                 |             |
| 9    | Kinga Zielińska / Marcin Głowacki               | Pologne          |        |                 |                 |             |
| 10   | Katherine Williamson / Ben Williamson           | États-Unis       |        |                 |                 |             |
| 11   | Melanie Bruce / Paul Knepper                    | Royaume-Uni      |        |                 |                 |             |
| 12   | Marika Humphreys / Justin Lanning               | Royaume-Uni      |        |                 |                 |             |
| 13   | Barbara Minorini / William Castiglioni          | Italie           |        |                 |                 |             |
| 14   | Ulla-Stina Johansson / Andreas Hein             | Suède            |        |                 |                 |             |
| 15   | Barbara Fusar-Poli / Matteo Bonfa               | Italie           |        |                 |                 |             |
| 16   | Albena Denkova / Hristo Nikolov                 | Bulgarie         |        |                 |                 |             |
| 17   | Daria-Larissa Maritczak / Ihor-Andrij Maritczak | Autriche         |        |                 |                 |             |
| 18   | Noémi Vedres / Endre Szentirmai                 | Hongrie          |        |                 |                 |             |
| 19   | Jung Sung-min / Jung Sung-ho                    | Corée du Sud     |        |                 |                 |             |